# Ellen Tauscher
Ellen Tauscher, née le 15 novembre 1951, morte le 29 avril 2019, est une femme d'affaires, diplomate et femme politique américaine, députée puis sous-secrétaire d'État.
Membre du Parti démocrate, elle est la représentante américaine du 10e district du Congrès de Californie de 1997 à 2009. Au Congrès, Tauscher est une démocrate centriste de premier plan et la présidente de la Coalition néo-démocrate, un rassemblement de démocrates modérés à la Chambre des représentants. Elle est aussi vice-présidente du Democratic Leadership Council de 2001 à 2005.
Elle est nommée par Barack Obama sous-secrétaire d'État au contrôle des armements et aux affaires de sécurité internationale, de 2009 à 2012, et négocie notamment les accords pour le traité New Start de réduction des armes stratégiques. Elle est ensuite envoyée spéciale pour la stabilité stratégique et la défense antimissile au département d'État.

## Biographie

### Formation et débuts professionnels
Ellen O'Kane naît à Newark, dans le New Jersey. Elle est la fille de John E. O'Kane, délégué syndical du syndicat United Food and Commercial Workers dans un magasin ShopRite à Union City, et de Sally O'Kane, secrétaire de Marsh & McLennan à New York. Elle effectue ses études supérieures à l'Université Seton Hall, où elle obtient en 1974 un bachelor of science en éducation de la petite enfance.
Elle travaille ensuite comme banquière d'affaires chez Bache & Co et devient à 25 ans la plus jeune et l'une des premières femmes à devenir membre de la Bourse de New York. Elle est aussi officier de l'American Stock Exchange de 1979 à 1983, puis elle travaille pour Bear Stearns et pour une filiale de Drexel Burnham Lambert.
Ellen Tauscher s'installe en Californie en 1989. Elle y fonde le ChildCare Registry, le premier service de recherche national pour aider les parents à vérifier les antécédents des intervenants pour la garde d'enfants. Elle écrit aussi, et publie The ChildCare Sourcebook. Elle dirige la Fondation Tauscher, qui fournit des fonds aux écoles élémentaires pour acheter des ordinateurs et obtenir un accès à Internet.

### Carrière politique
Avant de se présenter à la Chambre des représentants des États-Unis, Ellen Tauscher est collecteuse de fonds dans les cercles démocrates. Elle dirige les campagnes sénatoriales réussies de Dianne Feinstein en 1992 et 1994[réf. nécessaire].

#### Représentante au Congrès
Ellen Tauscher est chargée en 1996 d'affronter le républicain sortant Bill Baker pour deux mandats dans le 10e district du Congrès de Californie, qui comporte plusieurs banlieues aisées d'East Bay. Pendant la campagne, Ellen Tauscher met particulièrement l'accent sur l'équilibre nécessaire du budget fédéral, sur son soutien aux entreprises, à l'environnement et à l'armée. Elle accuse par ailleurs Baker d'être trop conservateur pour le district, en particulier à propos de son opposition à l'avortement et au contrôle des armes à feu. Elle bat de justesse Bill Baker, en remportant la victoire avec 1,45% de voix en plus. Sa campagne est la quatrième la plus coûteuse des 435 campagnes de cette année-là pour la Chambre des représentants.
Elle est réélue en 1998 et en 2000 malgré une forte opposition républicaine. Alors que le 10e district était autrefois considéré comme un « territoire républicain solide », la plupart des républicains de la région ont tendance à être plus modérés que les autres républicains de Californie. Depuis les années 1990, ils sont de plus en plus disposés à soutenir les démocrates au niveau national[réf. nécessaire].
En 2000, le processus de redécoupage à l'échelle de l'État supprime certaines des parties les plus républicaines de son district électoral sont remplacées par un territoire de tendance plus démocrate, près de Berkeley et dans le comté de Solano. Elle est ensuite réélue pour quatre autres mandats, ne faisant face qu'à un faible opposition, et obtenant plus de 65 % des voix de 2002 à 2008[réf. nécessaire].
À la Chambre des représentants, Ellen Tauscher est membre de la commission des services armés et de la commission des transports et des infrastructures . Elle préside la sous-commission des forces stratégiques du comité des services armés, qui gère le stock d'armes nucléaires du pays, le programme de défense antimissile et les laboratoires nationaux. Ellen Tauscher est la seule membre du Congrès à avoir deux laboratoires nationaux dans sa circonscription, le laboratoire national Lawrence Livermore et le campus californien des Laboratoires Sandia. A la fin de son mandat, elle est aussi membre senior de la sous-commission des autoroutes et des transports en commun et de la sous-commission aéronautique de la commission des transports et des infrastructures. En siégeant à la commission des transports, Ellen Tauscher a procuré 33 millions de dollars à son district, en projets de transport et d'infrastructure. Elle est par ailleurs coprésidente de l'Alliance mondiale des démocrates.

#### Sous-secrétaire d'État

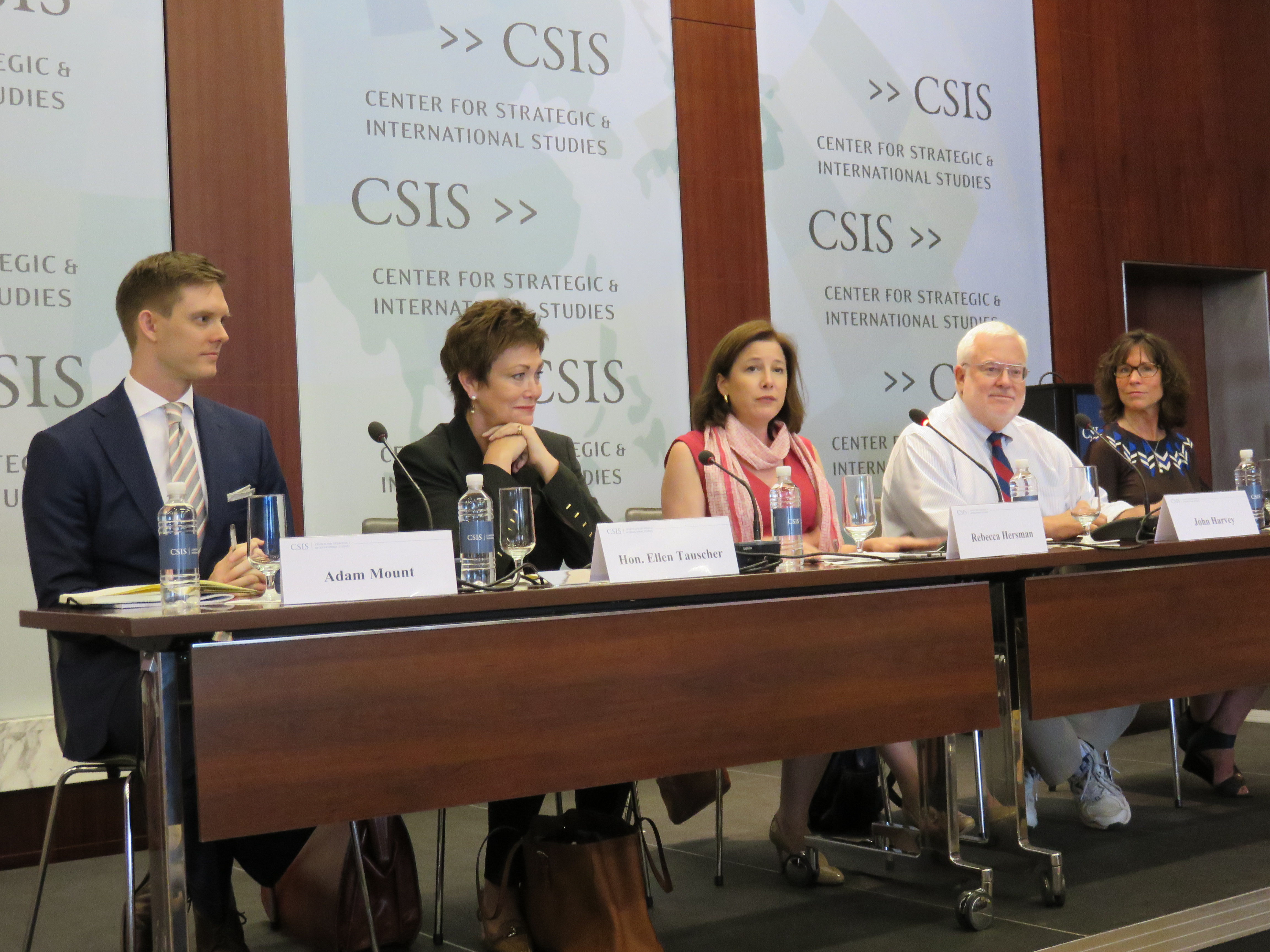
Ellen Tauscher (la deuxième à gauche) au Center for Strategic and International Studies, à Washington en juin 2017.

Le 18 mars 2009, le président Barack Obama nomme Ellen Tauscher sous-secrétaire d'État au contrôle des armements et à la sécurité internationale. Elle est confirmée dans ces fonctions le 25 juin 2009 par un consentement unanime du Sénat américain. Indépendamment de cette nomination, elle est présidente intérimaire de la Chambre le 26 juin 2009, lorsque la Chambre adopte de justesse un projet de loi sur le réchauffement climatique, pour le système de plafonnement et d'échange. Elle démissionne de son mandat parlementaire le même jour, après la fin du vote. Sa démission a entraîné une élection partielle.
En tant que sous-secrétaire d'État, Ellen Tauscher réussit des négociations avec la fédération de Russie pour le nouveau traité START en mars 2010. C'est le premier accord majeur signé avec la Russie en près de 20 ans. Le traité est signé par les présidents Barack Obama et Dmitri Medvedev le 8 avril 2010 puis ratifié par le Sénat américain le 22 décembre suivant. Ellen Tauscher représente les États-Unis à la conférence d'examen du TNP des Nations unies qui se tient tous les cinq ans pour examiner le statut du traité de non-prolifération nucléaire. Cette conférence de 2010 est la première en 10 ans à aboutir à un accord consensuel. Ellen Tauscher est par ailleurs la responsable principale du département d'État travaillant sur les accords bilatéraux avec la Pologne, la Roumanie et la Turquie pour le système européen de défense antimissile à approche adaptative progressive. Elle négocie des accords permettant de respecter le calendrier fixé par le président.
Ellen Tauscher est sous-secrétaire d'État au contrôle des armements et à la sécurité internationale jusqu'au 6 février 2012.

#### Chargée de mission
À partir de février 2012, elle est envoyée spéciale pour la stabilité stratégique et la défense antimissile. Elle prend sa retraite du Département d'État le 31 août 2012[réf. nécessaire].
Ellen Tauscher soutient fortement en 2008 la candidature d'Hillary Rodham Clinton à la présidence. Elle voyage à travers le pays comme l'une des responsables de la campagne de Clinton à la primaire. Elle est en 2013 l'une des premières personnalités élues à rejoindre l'effort Ready for Hillary, qui devient l'une des plus grandes campagnes indépendantes sur le nom d'un candidat présidentiel non déclaré.

### Opinions politiques
De sensibilité démocrate centriste, Ellen Tauscher est parmi les principales personnalités de cette tendance. Elle est la présidente de la Coalition néo-démocrate, un rassemblement de démocrates modérés à la Chambre des représentants. Elle est aussi la vice-présidente du Democratic Leadership Council de 2001 à 2005.
Elle reçoit une cote de 11 % de l'Union conservatrice américaine, et une cote de 95 % en 2008 de la part des Américains pour l'action démocratique.
Au Congrès, Ellen Tauscher soutient la politique des soins de santé universels et, en particulier, la couverture des enfants non assurés, au moyen du programme d'assurance maladie pour enfants de l'État. Elle soutient aussi la réduction de l'impôt sur les successions, le durcissement des règles sur les faillites et le développement du libre-échange.

#### Avortement
Concernant l'avortement, Ellen Tauscher soutient fortement le mouvement pro-choix. Elle reçoit une note positive de 100 % de NARAL, l'organisation pour le droit à l'avortement. Elle vote contre l'interdiction des avortements tardifs et partiels[réf. nécessaire].
Elle est également favorable au financement fédéral de la recherche sur les cellules souches, et vote pour les deux Stem Cell Research Enhancement Acts[réf. nécessaire].

#### Droit de port d'arme
Ellen Tauscher se prononce pour un renforcement des contrôles sur les armes à feu. Elle exprime son soutien au deuxième amendement, mais déclare aussi que « nous devrions garder les armes hors de portée des criminels et de ceux qui ont des antécédents de violence ». Elle appelle à une législation de bon sens établissant un équilibre entre le respect du deuxième amendement et la protection individuelle[réf. nécessaire].
Elle se prononce favorable à l'armement des pilotes commerciaux, exigeant des vérifications des antécédents des propriétaires légaux d'armes à feu et interdisant les émissions spéciales du samedi soir. Elle reçoit une cote F de la National Rifle Association.

#### Guerre d'Irak
En octobre 2002, Ellen Tauscher vote pour la résolution sur l'Irak, approuvant l'intervention militaire en Irak. Mais elle critique ensuite le déroulement de la guerre en Irak, tout en continuant à voter pour le financement de la guerre. Ellen Tauscher incite en décembre 2005 un groupe de vingt-deux autres représentants=s démocrates  à envoyer une lettre au président George W. Bush l'exhortant à retirer les troupes américaines, en espérant que le « gouvernement irakien assume une responsabilité accrue » pour ses besoins politiques et sécuritaires. Elle vote ensuite pour redéployer les troupes hors d'Irak dans les trois mois, puis va jusqu'à se prononcer pour destituer le président Bush à cause de cette guerre.

#### Questions LGBT
Ellen Tauscher est parmi les premiers partisans du mariage homosexuel. En 2004, en réponse à l'appel du président George W. Bush pour un amendement constitutionnel visant à interdire le mariage homosexuel, elle affirme que c'est pour elle le problème des droits civils du 21e siècle et que l'on ne peut pas discriminer les droits liés au mariage en fonction du sexe. Elle vote en 2006 contre l'Amendement fédéral sur le mariage, qui aurait constitutionnellement défini le mariage comme devant être entre un homme et une femme.
Elle présente le 3 mars 2009 le Military Readiness Enhancement Act à la Chambre des représentants, pour abroger le Don't ask, don't tell. Le projet de loi est finalement adopté sous une forme légèrement différente en 2010 après le départ d'Ellen Tauscher de la Chambre, abrogeant le Don't ask, don't tell[réf. nécessaire].
Elle s'oppose aussi à l'interdiction des gays des Boy Scouts. La Human Rights Campaign, le plus grand groupe de défense des droits LGBT aux États-Unis, lui donne une note de 100 %.

### Suite de carrière
Après le Département d'État, Ellen Tauscher exerce plusieurs fonctions au conseil d'administration d'entreprises et d'organismes à but non lucratif, notamment en siégeant au conseil d'administration d'Edison International / Southern California Edison (EIX) à Rosemead, en Californie, et à celui d'eHealth (EHTH) à Mountain View, en Californie également. Elle siège au conseil consultatif de SpaceX, aux conseils d'administration de BAE Systems, d'Invacare Corporation et de SeaWorld Entertainment. Elle est membre du conseil des gouverneurs du Commonwealth Club of California . Elle est vice-présidente du Brent Scowcroft Center on International Security de l'Atlantic Council et siège au conseil d'administration de l'Université de Californie.
Elle est aussi présidente du conseil des gouverneurs de la sécurité nationale de Los Alamos et de la sécurité nationale de Lawrence Livermore. Membre du conseil d'administration du National Comprehensive Cancer Network, elle est également la présidente du conseil d'administration de la National Comprehensive Cancer Network Foundation[réf. nécessaire].
Ellen Tauscher est élue en août 2013 présidente indépendante de l'Alliance pour la sécurité des travailleurs du Bangladesh. Cette Alliance est un groupement de plusieurs des plus grands détaillants et marques de vêtements en Amérique du Nord, notamment Wal-Mart, Target, Gap, Costco et VF Brands. L'Alliance travaille avec le gouvernement du Bangladesh, avec les propriétaires d'usines et des organisations internationales pour améliorer la sécurité des travailleurs du textile bangladais.
Elle est aussi conseillère stratégique du cabinet d'avocats Baker Donelson à Washington, sur les questions de défense, de transport, d'énergie et de soins de santé[réf. nécessaire].
Elle est également membre du caucus des réformateurs Issue One.

### Vie personnelle, mort
Ellen Tauscher habite à Pleasanton puis à Alamo, en Californie, pendant sa carrière au Congrès. Avant leur divorce en 1999, elle était mariée à William Tauscher, ancien président- directeur général de Vanstar Corporation, actuel directeur de Safeway, Inc., et fondateur du groupe Tauscher, qui investit et assiste dans la gestion d'entreprises en produits pour la maison, transport, sécurité et immobilier. Elle a une fille, Katherine, née en 1991.
Le jour même où elle prend ses fonctions de sous-secrétaire d'Etat, elle épouse James Cieslak, veuf, ancien pilote de Delta Air Lines,. Ils divorcent en 2011[réf. nécessaire].
En juillet 2010, elle est diagnostiquée d'un cancer de l'œsophage de stade 3, l'un des cancers à la croissance la plus rapide aux États-Unis et l'un des plus meurtriers, avec un taux de survie de 18 %. Elle suit des traitements de chimiothérapie et de radiothérapie, et une opération chirurgicale pour retirer son œsophage, puis elle est déclarée sans cancer en décembre 2010. Elle appartient ensuite au conseil d'administration du National Comprehensive Cancer Network (NCCN) et préside de la Fondation NCCN. Elle prend la parole à travers le pays, plaidant pour une meilleure information, plus de financement et un dépistage précoce de la maladie[réf. nécessaire].
Ellen Tauscher meurt d'une pneumonie le 29 avril 2019, à 67 ans, au Stanford University Medical Center, à Stanford, en Californie,.